# Jajasta muhara
Jajasta muhara (lat. Amanita ovoidea) je jestiva gljiva iz roda Amanita. 

## Opis
- Klobuk jajaste muhare je širok od 10 do 30 centimetara, u mladosti jajolik, zatim konveksan i na kraju manje-više otovoren; na rubu je okićen visećim baršunastim ostacima zastorka, potpuno bijel, malo ljepljiv; na površini se tek pokatkad mogu pronaći ostaci ovoja.
- Listići su prilično gusti, nejednako dugi, zaokruženi do stručka, bijeli, na kraju boje vrhnja; oštrica je vidljivo nazubljena.
- Stručak je visok od 5 do 20 centimetara, čvrst, valjkast, bijel, pun, malobrašnasto ljuskav; vjenčić je tako osjetljiv da padne sa stručka samo ako ga dodirnemo, tako da su stariji primjerci redovito bez vjenčića; dno stručka je obavijeno u čvrsti opnasti bijeli ili narančastoopekasti ovoj.
- Meso je bijelo, čvrsto, debelo, miris neodređen i ne baš ugodan, okus neodređen.
- Spore su u masi bijele, amiloidne, eliptične, 9 – 13 x 6 – 7,5 μm.

## Stanište
Raste ljeti i u jesen na vapnenastu tlu ispod listopadnoga i crnogoričnoga drveća pojedinačno ili u skupinama, u sjevernim krajevima je vrlo rijetka, a na našim otocima i priobalnom području vrlo česta. 

## Upotrebljivost
Jajasta muhara je jestiva.

## Sličnosti
Bez obzira na ovoj koji posjeduje na dnu stručka, zamjena sa smrtno otrovnim bijelim pupavkama nije moguća. Njezin robusni rast, konzistencija mesa i vidljivo nazubljena oštrica listića znak su da niste pogriješili. Usamljena muhara (lat. Amanita strobiliformis) bitno se razlikuje time što na dnu stručka nema ovoja. 

## Slike
|  |  |  |  |  |
|  |  |  |  |  |